# Дзядко, Филипп Викторович
Фили́пп Ви́кторович Дзядко́ (род. 12 марта 1982, Москва) — российский учёный-филолог, литературный редактор, журналист, телеведущий, писатель и общественный деятель. Кандидат филологических наук (2007). 
Основатель и бывший главный редактор просветительских проектов Arzamas и «Гусьгусь». Сооснователь проектов Relikva и «Лучший из миров». Бывший главный редактор журнала «Большой город», редактор журнала Esquire, директор спецпроектов журнала The New Times. Автор романа «Радио Мартын», книги о стихах «Глазами ящерицы», соавтор книги «Сирийские мистики». Ведущий подкаста «Отвечают сирийские мистики». Также был менеджером музыкальной группы «Пони», преподавал в лицее «Воробьёвы горы» и в центре «Вверх», работал заместителем директора по развитию Музея Михаила Булгакова. Филолог, автор научных статей о литературе XIX и XX веков и о поэзии второй половины XX — начале XXI века.

## Семья
- Прадед — Григорий (Цви) Фридлянд, видный советский историк-марксист и первый декан Исторического факультета МГУ.
- Бабушка — Зоя Крахмальникова (1929—2008) — литературовед, православная писательница, публицист, правозащитник, участница советского диссидентского движения.
- Дед Феликс Светов (1927—2002) — русский советский писатель, диссидент.
- Мать — журналист и правозащитник Зоя Светова.
- Отец — Дзядко Виктор Михайлович (1955—2020) — программист, советский диссидент и правозащитник[12].
- Брат — Тимофей Дзядко (1985) — российский журналист, редактор «РБК».
- Брат — Тихон Дзядко (1987) — российский журналист, главный редактор телеканала «Дождь».
- Сестра — Анна Дзядко.
- Жена — художница Нана Тотибадзе.
  - Дочь — Нина.

## Биография
Родился 12 марта 1982 года в городе Москва.
В 1999 году окончил лицей «Воробьёвы горы». В 2004 году окончил обучение на кафедре античной культуры Института истории и филологии Российского государственного гуманитарного университета (РГГУ). Будучи студентом, печатался в журнале «Неприкосновенный запас». В 2007 году защитил кандидатскую диссертацию на тему: «Культурная программа А. Ф. Мерзлякова в контексте литературного движения 1800—1810-х гг.»
С 2004 года работал редактором отдела культуры «Полит.ру», вёл программу на «Радио Культура», был редактором журнала Esquire, редактором книжной серии «Свободный человек» «Нового издательства».
В 2005—2007 году — редактор книжной серии «Культура повседневности» издательства «Новое литературное обозрение», за которую получил премию «Человек книги-2005».
В 2007 году входил в инициативную группу по выдвижению диссидента Владимира Буковского кандидатом в президенты России.
С октября 2007 по май 2012 года — главный редактор журнала «Большой город». В 2010 году вышел номер журнала, целиком состоявший из имён людей, репрессированных в 1937 году в Москве. В 2011 году журнал вышел с «жёлтой обложкой», на которой было написано: «удивляйтесь, когда вас унижают, прекратите бояться, сражайтесь за свои ценности, требуйте честных выборов, отправьте обоих в отставку, будьте здоровы».
В июне 2012 года из-за разногласий с издателем и владельцем журнала был уволен с поста главного редактора. По словам владельца «БГ» Александра Винокурова, Филипп Дзядко был уволен в связи с отказом изменять контент журнала, чтобы улучшить аудиторные показатели и сделать его более привлекательным для рекламодателя.

Доходность журнала — вещь, конечно, важная, но все понимают, что уровень давления, который испытывают Ваши инвесторы, для них, видимо, зашкалил. У каждого своя красная черта сопротивляемости. Они, видимо, решили, что жертва пешки (извините) важнее для сохранения слона (Slona) и ферзя (Дождя).— Алексей Венедиктов, главный редактор радиостанции «Эхо Москвы»

Я думаю, что его, конечно, попёрли по политическим соображениям, потому что его журнал был достаточно оппозиционным. Власти производят зачистку информационного поля, как могут.— Андрей Васильев, бывший руководитель издательского дома «Коммерсантъ»
В 2009 году участвовал в создании детского летнего лагеря «Камчатка», семь лет работал в нём вожатым.
С мая 2010 по октябрь 2013 года вместе с родными братьями Тихоном и Тимофеем вёл еженедельную публицистическую программу «Дзядко3» на телеканале «Дождь». Программа получила премию «Событие сезона-2010/11».
В сентябре 2012 стал директором по спецпроектам журнала The New Times. Вместе с бывшим арт-директором «Большого города» Юрием Остроменцким придумал новый макет журнала The New Times.
Участвовал вместе с Петром Мансилья-Круз в работе над развитием музея Булгакова.
Филипп Дзядко и основатель сайта «Теории и практики» Данил Перушев основали образовательно-просветительский интернет-проект «Arzamas». Сайт был запущен утром 29 августа 2015 года.
В 2018—2019 годах — ведущий программы «Кинотеатр Arzamas» на канале ТВ-3. Весной 2022 года был вынужден эмигрировать. Живёт в Германии.

## Координационный совет оппозиции
22 октября 2012 года Филипп Дзядко был выбран в Координационный совет оппозиции, совет распущен в 2013 году.

Я убеждён, что КС должен начать свою работу с продумывания максимально масштабной акции или акций в поддержку политзаключённых. Я надеюсь, что люди, ставшие членами КС, сумеют максимально долго оставаться на общих позициях по ключевым вопросам: поддержка тех, против кого развязаны репрессии, максимальное привлечение общественного внимания и к проблеме политзаключённых, и к другим целям движения ненасильственного сопротивления.— Филипп Дзядко

## Кино
Филипп Дзядко стал одним из героев документального проекта «Срок» (Lenta.doc) Алексея Пивоварова, Павла Костомарова и Александра Расторгуева.

## Награды
- Премия «Человек книги-2005»[14].
- Премия Правительства Российской Федерации в области средств массовой информации — за создание некоммерческого просветительского проекта «Arzamas.academy», посвящённого гуманитарному знанию[38].
- В 2011 году программа «Дзядко3»[23] телеканала «Дождь» получила приз «Клуба телепрессы» в номинации «Событие сезона»[24].